# Benimuslem
Benimuslem – gmina w Hiszpanii, w prowincji Walencja, we wspólnocie autonomicznej Walencja, o powierzchni 4,17 km². W 2011 roku liczyła 677 mieszkańców.